# Sanming Shaxian Airport
Sanming Shaxian Airport är en flygplats i Kina. Den ligger i häradet Sha Xian, prefekturen Sanming Shi och provinsen Fujian, i den sydöstra delen av landet, omkring 150 kilometer väster om provinshuvudstaden Fuzhou.
Runt Sanming Shaxian Airport är det ganska tätbefolkat, med 124 invånare per kvadratkilometer. Närmaste större samhälle är Gaosha, 6,8 km öster om Sanming Shaxian Airport. I omgivningarna runt Sanming Shaxian Airport växer i huvudsak blandskog.
Genomsnittlig årsnederbörd är 2 230 millimeter. Den regnigaste månaden är maj, med i genomsnitt 335 mm nederbörd, och den torraste är oktober, med 23 mm nederbörd.